# Mai Thành
Mai Thành (1939 - 2021) là nam diễn viên, nghệ sĩ cải lương người Việt Nam. Ông là gương mặt quen thuộc với khán giả khi tham nhiều bộ phim truyền hình với những vai nông dân đậm chất người Nam bộ. 

## Tiểu sử
Ông tên thật là Võ Văn Thiêm, sinh năm 1939 tại làng An Ngãi Trung, huyện Ba Tri, Bến Tre; trong một gia đình có truyền thống nghệ thuật hát Bội - ông ngoại của Mai Thành là bầu gánh Thanh Long. Năm 13 tuổi ông đã cùng gia đình di cư từ Long Xuyên đến Sài Gòn sinh sống và học trung học tại trung học tại trường Lê Bá Cang. Vì yêu thích ca hát nên từ nhỏ ông đã tự học qua sách, sau khi thi trượt tú tài, năm 16 tuổi ông thi vào Trường quốc gia Kịch nghệ Sài Gòn, khóa diễn viên đầu tiên với hạng điểm thi vào áp chót (15/16), được nghệ sĩ Năm Châu và Phùng Há chỉ dạy.
Nghệ sĩ Mai Thành qua đời ngày 15 tháng 12 năm 2021 do chứng tắc nghẽn phổi. An táng tại tại xã Phú Trung, huyện Ba Tri, tỉnh Bến Tre.

## Sự nghiệp
Mai Thành tốt nghiệp cùng nghệ sĩ Hương Xuân là cặp đôi đạt điểm thủ khoa, được các đạo diễn, các bầu gánh hát mời về Đoàn. Được giữ lại trường, ông học thêm một năm sư phạm trở thành phó giảng rồi giáo viên Cải lương từ năm 1963 đến 1976.
Mai Thành từng tham gia đóng các vở cải lương Khi người điên biết yêu, Giai nhân và ác quỷ, Vó ngựa truy phong... Vào những năm 1970, ông làm người trợ giảng cho các nghệ sĩ đi trước ngư NSND Phùng Há, Năm Châu, Duy Lân góp phần đào tạo nên những nghễ sĩ trong tương lai như: Thoại Miêu, Tài Lương, Đỗ Quyên. Năm 1976, ông chuyển hướng sang kịch nói, hoạt động chính ở Đoàn kịch nói Kim Cương, một số vở kịch được dàn dựng để chiếu trên truyền hình. Năm 1981, nghệ sĩ Mai Thành bắt đầu đóng phim với vai giám đốc Tư Trực trong "Biển sáng" cửa đạo diễn Nguyễn Ngọc Hiến, thay thế cho Trần Phương bộ phim do hãng phim Tổng Hợp sản xuất. Năm 1986 ông rời đoàn Kim Cương để vào đoàn cải lương Sài Gòn 2, sau hai năm diễn cải lương, ở phần cuối sự nghiệp, ông chuyển sang lĩnh vực điện ảnh.
Thập niên 1990, ông được chú ý trên màn ảnh với các phim Xóm nước đen, Ngày ấy quê tôi, Người đẹp Tây Đô, Đất phương nam... Ngoài diễn xuất, ông còn lồng tiếng cho các bộ phim và giảng dạy. Phim cuối cùng ông tham gia là vai thầy Nguyễn trong Long Thành cầm giả ca năm 2010. Tính đến năm 2011, Mai Thành đã góp mặt trong hơn 150 bộ phim lớn, nhỏ cùng nhiều MV.

## Đời tư

### Gia đình
Ông kết hôn năm 1960 và có 8 người con, vợ ông cũng là người bạn học từ năm lớp 6.

## Tác phẩm

### Cải lương
- cậu Năm trong Lá sầu riêng
- Khi người điên biết yêu
- Giai nhân và ác quỷ
- Vó ngựa truy phong
- Dưới hai màu áo
- Men nắng
- Trần Minh trong Trần Minh khố chuối

### Điện ảnh
- 1981 - Khoảnh khắc còn lại
- 1981 - Biển sáng - vai Tư Trực (kịch bản Nguyễn Mạnh Tuấn)
- 1984 - Chuyện của Tuấn - vai Thầy hiệu trưởng
- 1986 - Bài hát đâu chỉ là nốt nhạc
- 1999 - Chung cư - vai Thậm
- 2002 - Người đàn bà không hóa đá - vai Ông Bảy
- 2004 - U14, đội bóng trong mơ
- 2011 - Long Ruồi - vai Bố già / Lão đại
- 2010 - Long Thành cầm giả ca - vai Thầy Nguyễn
- ???? - Ngày ấy quê tôi - vai Sáu Đỏ

### Phim truyền hình
| Năm  | Tựa đề                     | Vai diễn                | Tập     | Chú thích                        |
| ---- | -------------------------- | ----------------------- | ------- | -------------------------------- |
| 1996 | Xóm nước đen               | Ông Bảy                 | Dài tập |                                  |
| 1996 | Người đẹp Tây Đô           | Ông Sáu                 | Dài tập |                                  |
| 1997 | Chim phóng sinh            | Ông Bảy                 | 2 tập   |                                  |
| 1998 | Những đứa con thành phố    | Bố Tèo                  |         |                                  |
| 2000 | Chuyện ở quê tôi           | Sáu đỏ                  | 3 tập   | [ 11 ]                           |
|      | Con chó Phèn               | Ba gàn                  | 1 tập   | phim của Đài Truyền hình Cần Thơ |
| 2002 | Sương gió biên thùy        |                         | Dài tập |                                  |
| 2006 | Người Bình Xuyên           | Ông Bảy (phu khuân vác) | Dài tập |                                  |
| 2006 | Mùi ngò gai                | Ông Sang                | Dài tập |                                  |
| 2011 | Anh hùng Nguyễn Trung Trực | Phan Thanh Giản         | Dài tập |                                  |

### Thể loại khác
- MV ca nhạc của nghệ sĩ Phi Điểu